# .ci
.ci је највиши Интернет домен државних кодова (ccTLD) за Обалу Слоноваче (Côte d'Ivoire).